# Auguste Mestral
Auguste Mestral (1814? - 1884?) fue un fotógrafo francés activo entre 1848 y 1856.

## Biografía
Son muy escasos los datos que se conocen a día de hoy sobre este fotógrafo. Se sabe que fue miembro de la Sociedad Heliográfica (1851) y de la Sociedad Francesa de Fotografía (1854). Pero se desconocen muchos otros datos.

## La Misión heliográfica
Comienza a practicar la fotografía como daguerrotipista en torno a 1848. En 1851, es seleccionado por la Comisión de Monumentos históricos de Francia para participar, como aprendiz de Gustave Le Gray en la Misión Heliográfica de la que formaban parte, también, Edouard Baldus, Henri Le Secq e Hippolyte Bayard. En un principio Mestral debía encargarse del sudoeste de Francia, desde Burdeos a Perpiñán y Le Gray del Valle del Loira hasta Burdeos. Pero, finalmente, ambos deciden viajar juntos, trabajando, según el caso, cada uno por su lado o juntos. Realizaron, así, un gran periplo que les condujo desde los castillos del Loira hasta Issoire, pasando por Poitiers, Périgueux, Angulema, Burdeos, Moissac, Toulouse, Carcasona y los Pirineos Orientales

## El viaje a Normandía y Bretaña
Al año siguiente, en 1852, Mestral viaja solo a Normandía y Bretaña para fotografiar paisajes y monumentos. Presentó las tomas de aquel viaje a la exposición de la Sociedad francesa de fotografía en 1855. 

## El fin de su vida
El rastro de Mestral se pierde a continuación. Podría ser el autor de una serie de fotografías, realizadas en la década de los cincuenta del siglo XIX, de las esculturas de Victor Geoffroy-Dechaume en los talleres de la Santa Capilla y de Nuestra Señora de París antes de su colocación definitiva.

## Obras
Las fotografías de Mestral, tanto los negativos como positivos, realizados junto con Le Gray en 1851 se conservan en la Mediateca de arquitectura y patrimonio (Médathèque de l'architecture et du patrimoine ), organismo dependiente del Ministerio de Cultura de Francia.